# كارل كريستيانسن (مجدف)
كارل كريستيانسن (بالنرويجية البوكمول: Carl Christiansen)‏ هو مجدف نرويجي، ولد في 19 يناير 1909 في أوسلو في النرويج، وتوفي بنفس المكان في 1 يوليو 1990.

## وصلات خارجية
- كارل كريستيانسن على موقع الاتحاد الدولي للتجديف (الإنجليزية)
- كارل كريستيانسن على موقع أوليمبيديا (الإنجليزية)